# Lê Thành Tâm
Lê Thành Tâm (sinh 1942) là là một sĩ quan cấp cao trong Quân đội nhân dân Việt Nam, hàm Trung tướng. Ông nguyên là Phó Tư lệnh chính trị Quân khu 7 nhiệm kỳ 1997 - 2004, nguyên Chủ tịch Hội Cựu chiến binh Thành phố Hồ Chí Minh nhiệm kỳ 2007 - 2016.

## Thân thế
Ông sinh ngày ngày 22 tháng 12 năm 1942 tại Cần Thơ. Trong suốt quá trình công tác, ông đã từng giữ nhiều chức vụ quan trọng trong quân đội.

## Sự nghiệp
- Năm 1997, được bổ nhiệm làm Phó Tư lệnh chính trị Quân khu 7, Quân đội nhân dân Việt Nam
- Tháng 3 năm 2007, ông nghỉ hưu.
- Sau khi nghỉ hưu, Lê Thành Tâm đã tham gia Hội Cựu chiến binh, tín nhiệm bầu vào vị trí Phó Chủ tịch Hội Cựu chiến binh Việt Nam, Chủ tịch Hội Cựu chiến binh Thành phố Hồ Chí Minh từ năm 2007 cho 2016.